# Myndus roggoweini
Myndus roggoweini är en insektsart som beskrevs av Frederick Arthur Godfrey Muir 1921. Myndus roggoweini ingår i släktet Myndus och familjen kilstritar. Inga underarter finns listade i Catalogue of Life.